# 大野宏之
大野 宏之（おおの ひろゆき）は、日本の建設・国土交通技官。広島県土木部長、国交省砂防部長、全国治水砂防協会理事長、砂防学会会長を歴任。

## 経歴・人物
1981年 (昭和56年) 京都大学農学部 （砂防学研究室）卒。同年建設省入省、1993年 (平成5年) 国際協力事業団フィリピン国派遣砂防長期専門家、2007年 広島県土木部長、2011年7月 水管理・国土保全局保全課長、2012年4月 同局砂防計画課長、2013年1月 南哲行の後任として砂防部長。2016年 一般財団法人砂防・地すべり技術センター専務理事兼砂防技術研究所長。農学博士、東京大学非常勤講師、富山県立大学客員教授。第6期公益社団法人砂防学会会長、全国治水砂防協会理事長。

## TV出演
- NHKニュース (2023年7月10日) 福岡県・大分県の大雨特別警報について[8]